# Лавлейс, Эрл
Эрл Лавлейс (англ. Earl Lovelace, 13 июля 1935, Токо, Тринидад) – тринидадский писатель, пишет на английском языке.

## Биография
Провел детство у бабушек и дедушек на Тобаго, в 11 лет вернулся в родные места. Закончил методистскую среднюю школу в Скарборо, высшую — в Порт-оф-Спейне. Работал корректором в газете, служил в департаменте лесного хозяйства, министерстве сельского хозяйства. Начал писать. За первый же роман получил в 1963 премию компании British Petroleum. Продолжил учебу в США — в Howard University (Вашингтон, 1966—1967), в 1974 получил магистерский диплом в Университете Джонса Хопкинса (Балтимор). Был приглашенным писателем в Балтиморе, в Айовском университете (1980), в Лондоне (1995—1996), в Pacific Lutheran University (Такома, 1997—2004). Преподавал в University of the District of Columbia (Вашингтон, 1972—1973), в Университете Вест-Индии (1977—1987), в Колледже Уэллсли (1996—1997).
Колумнист газеты Trinidad Express, сотрудничает и с другими периодическими изданиями в Тринидаде, США, Великобритании. Имеет трех дочерей и двоих сыновей. Живет в Тринидаде.

## Произведения

### Романы
- Пока рушатся боги/ While Gods Are Falling, London: Collins, 1965
- Школьный учитель/ The Schoolmaster, London: Collins, 1968.
- Дракон не умеет танцевать/ The Dragon Can't Dance, London: André Deutsch, 1979.
- Вино восхищения/ The Wine of Astonishment, Oxford: Heinemann, Caribbean Writers Series, 1983
- Соль/ Salt, London: Faber & Faber, 1996 (премия писателям Британского содружества)
- Это просто кино/ Is Just a Movie, London: Faber & Faber, 2011 (Большая премия по карибской литературе, Гваделупа; OCM Bocas Prize по карибской литературе, Порт-оф-Спейн)

### Пьесы
- Новый начальник/ The New Boss, 1962.
- My Name Is Village (пост. 1976)
- Pierrot Ginnard (муз. драма, пост. 1977)
- Калипсо Джестины/ Jestina's Calypso (пост. 1978)
- The Wine of Astonishment (по роману, пост. 1987)
- The New Hardware Store (пост.в Тринидаде – 1980, в Лондоне -  1987)
- The Dragon Can't Dance (по роману, пост. в Тринидаде 1986, в Лондоне 1990, опубл. , 1989
- The Reign of Anancy (пост. 1989.
- Joebell and America (пост. 1999)

### Сборники новелл
- Кратковременное обращение и другие рассказы/ A Brief Conversion and Other Stories, Oxford: Heinemann, 1988.

### Сборники пьес
- Jestina's Calypso and Other Plays, Oxford: Heinemann, 1984.

### Сборники эссе
- Вырастая во тьме: избранные эссе/ Growing in the Dark. Selected Essays/ Funso Aiyejina, ed. San Juan, Trinidad: Lexicon Trinidad, 2003

## Признание
Получил стипендию Гуггенхайма в 1980 году. Почетный доктор Университета Вест-Индии (2002). Карибско-Канадская литературная премия (2012). Литературная премия Национальной библиотеки Тринидада за жизненное достижение (2012).